# Петер Розеггер
Петер Розеггер (нім. Peter Rosegger; справжнє прізвище Кеттенфейер (Kettenfeier); 31 липня 1843, Альпль — 26 червня 1918, Кріглах
 ) — австрійський письменник.
Народився в маленькому селі Альпль в Штирії, в селянській родині. Оскільки до найближчої школи було два години пішки, а здоров'я у хлопчика було слабке, Розеггер майже не отримав початкової освіти. Він став бродячим кравцем, проте всі свої заробітки витрачав на книги. Нарешті, в Граці його помітив і підтримав редактор місцевої газети: Розеггер став вчитися в місцевій Торгово-промисловій академії, після закінчення якої (1869) отримав трирічну стипендію і завдяки цьому жив деякий час в Німеччині, Швейцарії, Італії та Нідерландах.
У 1871 році видавець Густав Хекенаст, відомий завдяки публікації творів Адальберта Штіфтера, випустив першу книгу Розеггера - «Штирійські історії» (нім. Geschichten aus der Steiermark Перша збірка віршів, «Цитра і цимбали» (нім. Zither und Hackbrett вийшов в 1874 році. Як у віршах, так і в прозі Розеггер використовував народний мову, не уникаючи Штірійського діалекту. З багатьох наступних книг Розеггера найбільшу популярність здобув роман «Богошукач» (нім. Der Gottsucher 1883). Крім того, з 1876 року Розеггер видавав щомісячний журнал «Heimgarten», статті та розповіді в якому призначалися насамперед для жителів сільської глибинки, з якої вийшов він сам. Взагалі і як письменник, і як громадський діяч Розеггер був, перш за все, просвітителем.
До початку 1900-х років Розеггер став визнаним національним поетом. У 1903 році його обрав почесним доктором Гайдельберзький університет, цей приклад наслідували університети Відня і Граца. Розеггер був нагороджений медалями як Австрії, так і Німеччини, а в 1913 році був одним з найбільш імовірних претендентів на Нобелівську премію.
З 1951 року в Граці вручається літературна Премія імені Розеггера; найбільш відомим автором, який отримав її, є видатна австрійська поетеса Ільза Айхінгер (1991).
На честь Розеггера випущені дві поштові марки Німеччини 1943 року, поштові марки Австрії 1968,1993 і 2018 року.